# Næstved Løve Apotek
Næstved Løve Apotek er oprettet ved kongelig bevilling d. 7. juni 1640 og er et af Danmarks ældste apoteker.

## Historie
Ved oprettelsen fandtes der på Sjælland kun apoteker i København,  Sorø og Helsingør.
I 1695 flyttede apoteket til en ejendom på Axeltorv, hvor den nuværende apoteksejendom stadig ligger. Næstved Løve Apotek har således haft til huse på samme adresse i mere end 325 år. 
I 1853 blev apoteket ombygget. Arbejdet udførtes med den kendte arkitekt Michael Gottlieb Bindesbøll, som bedst huskes for sit hovedværk; Thorvaldsens Museum.
Løve Apotekets nye hovedbygning må have vakt megen begejstring, da Bindesbøll  fik lov at opføre rådhuset på Hjultorv (det nuværende ting- og arresthus). 
Fra ombygningen i 1853 stammer apotekets glasloft med de otte håndmalede lægeplanter.
I 1951 afsluttedes en gennemgribende ombygning af apoteket med Orla Dietz som arkitekt. Det var ved denne ombygning, at Bindesbølls oprindelige facade blev ændret, og at apoteket fik sin nuværende facade med sandsten nederst og puds foroven.
I denne periode blev grundlaget skabt for en omfattende produktion af lægemidler til Næstved Centralsygehus. Det fik stor betydning for Næstved Løve Apotek de følgende årtier og som gjorde apoteket til et af Danmarks største produktionsapoteker.
I 1977 overtog cand.pharm. Preben Rejnhold Jørgensen bevillingen til Næstved Løve Apotek. Produktionen af lægemidler havde sidst i 1970'erne nået et omfang, der gav pladsproblemer i den gamle apotekergård, idet apoteket nu leverede sterile infusionsvæsker til sygehuse i hele Danmark. Derfor opførte Preben Rejnhold Jørgensen en stor sterilfabrik i Holsted Park, som blev indviet i 1981 og havde op til 65 ansatte. 
Som følge af en ændring af apotekerloven i 1984, stoppede Næstved Løve Apoteks egenproduktion af lægemidler. Ligeledes som følge af lovændringen blev sterilfabrikken afhændet til DAK-Laboratoriet (senere Nycomed) omkring 1990.

## Apoteket i dag
Bevillingen til Næstved Løve Apotek indehaves i dag af cand.pharm. Jacob Hjelme, som overtog apoteket i 2006.
Næstved Løve Apotek består i dag af hovedapoteket på Axeltorv, Apoteksudsalget i Fensmark samt Apoteksfilialen i Næstved Storcenter.
Apoteket beskæftiger ca. 25 ansatte, som tæller farmaceuter, farmakonomer, defektricer og ufaglærte servicemedarbejdere. Apoteket er godkendt som uddannelsesapotek og har derfor farmaceutstuderende og farmakonomelever på studieophold og i praktik.